# Heilig Hartinstituut Heverlee

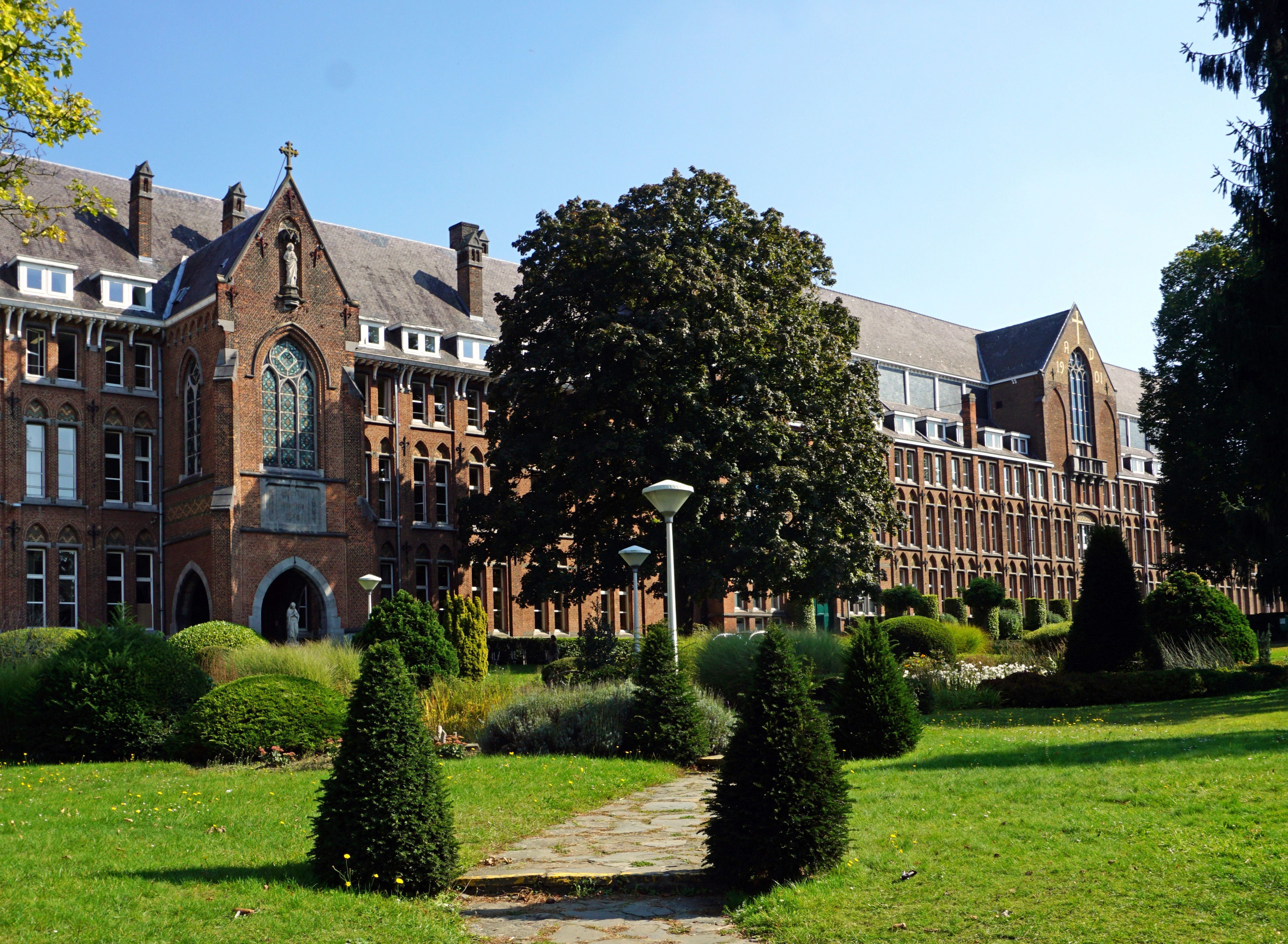
Heilig Hartinstituut Heverlee

Het Heilig Hartinstituut Heverlee (HHH) is een katholieke school in de Belgische plaats Heverlee in de stad Leuven. De campus bevindt zich langs de Naamsesteenweg (N251) en huisvest een congregatie van de Zusters Annuntiaten en omvat een basisschool, een middelbare school, een internaat, een hogeschoolcampus, een vrije CLB-afdeling, een boerderij en een rustoord.

## Geschiedenis

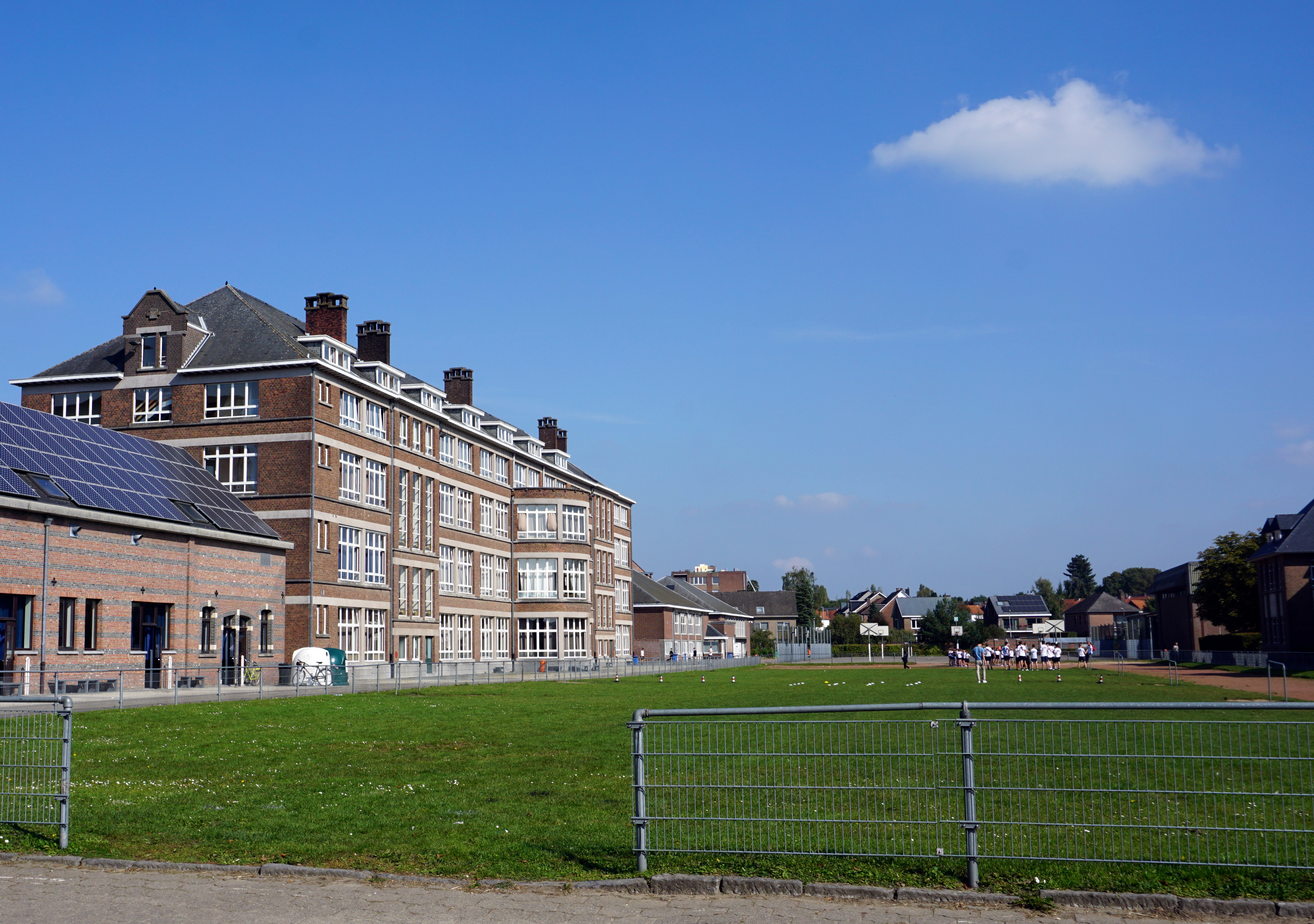
Sportvelden en secundair onderwijs

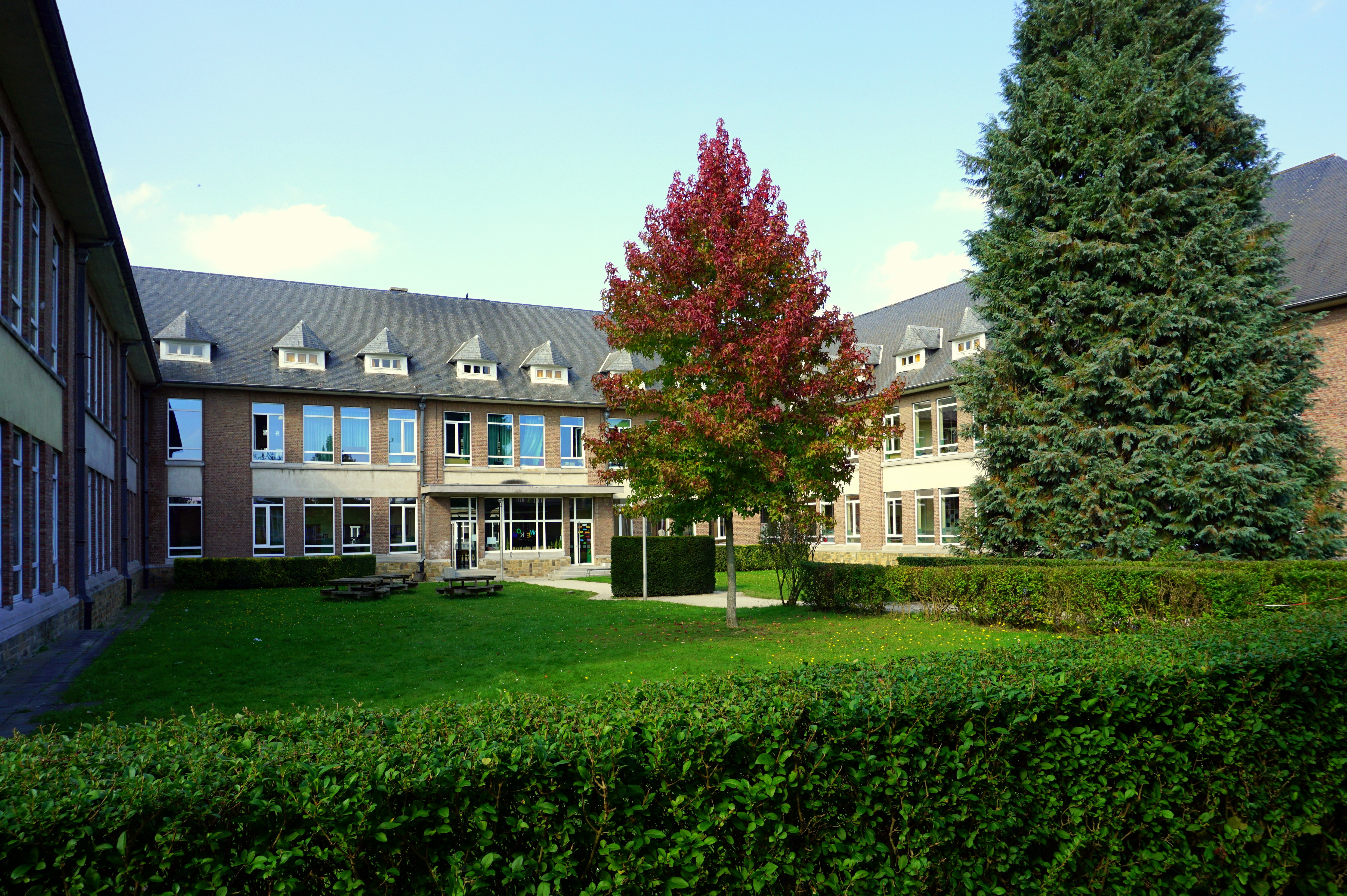
Basisschool

Op initiatief van kanunnik Xavier Temmerman werd in 1887 het Instituut van het Heilig Hart en van de Onbevlekte Ontvangenis opgericht aan de Halvestraat in Leuven. Men had vooral aandacht voor de opvoeding van meisjes na 12 jaar. Voor het onderwijs en de organisatie deed men een beroep op Annunciaten uit Huldenberg.
In de jaren 1890 verwierf Temmerman gronden buiten het centrum van Leuven, langs de Naamsesteenweg. In 1893 werd een muur opgetrokken om het domein te omsluiten en in 1894-1896 werd een neogotisch schoolcomplex gebouwd, ontworpen door Joris Helleputte. Het werd gebouwd rond een binnenkoer en telde een 20-tal klassen, slaapzalen met samen zo'n 500 alkoven, een feestzaal en een refter voor 1100 leerlingen. Bijgebouwen boden plaats aan een machinekamer voor nutsvoorzieningen, een wasserij en een bakkerij. Het instituut omvatte een lagere school en een huishoudschool en men bood ook hoger onderwijs in een landbouwschool. Voor de landbouwschool waren meer westwaarts gebouwen met een hoeve opgetrokken en was zo'n 30 ha grond beschikbaar. Men startte kort daarna ook met een normaalschool voor meisjes.
De school groeide snel en in 1901 werd een eerst vleugel bijgebouwd. De zustergemeenschap scheidde zich in 1907 af van het moederhuis in Huldenberg en werd een autonome congregatie. Tegen de Eerste Wereldoorlog groeide de school tot 1200 internen.
In 1932 werd een volume bijgebouwd met op de verdieping een kapel de Onze-Lieve-Vrouw Boodschap. Na decennia van stapsgewijze vernederlandsing werd de instelling in 1950 feitelijk tweetalig en in 1969 helemaal vernederlandst.
De hogeschoolcampus lerarenopleiding is nu verbonden aan de UCLL. Verschillende delen van het complex werden in 1995 beschermd als monument: de bakstenen omheiningsmuur en de speelplaats met lindebomen en de Calvarielaan, het Helleputtegebouw en de Van Reethvleugel met de Boodschapkapel en klaslokalen.

## Recente ontwikkelingen
In 2016 breidde de secundaire school uit met een vestigingsplaats in Kessel-Lo. In de gebouwen van het voormalige Sint-Jozefinstituut aan de Diestsesteenweg opende het Heilig Hartinstituut een vernieuwde eerste graad, naast de bestaande studierichtingen in de bovenbouw. De school probeert op die manier de jaarlijks terugkerende wachtlijst te vermijden en tegemoet te komen aan het huidige capaciteitsprobleem. Beide vestigingsplaatsen vormen één school met hetzelfde pedagogisch project, dezelfde kwaliteitsnormen, waarden en objectieven. In september 2020 startte de school in haar vestiging in Kessel-Lo met een nieuwe sportrichting voor de tweede en derde graad. In 2022 kwam er voor de 2de en 3de graad ook de studierichting maatschappij en welzijn en gezondheidszorg bij. Het Heilig Hartinstituut Kessel-Lo is samen met De Mozaïek (lagere school) en de Speelkriebel (kleuterschool) één grote onderwijscampus in Kessel-Lo. Dagelijks gaan er 1000 leerlingen naar school. 
Het Heilig Hartinstituut is een school met een lange traditie. Recent werd er gestart met CLIL waarbij leerlingen reguliere lessen kunnen volgen in een andere taal (Frans of Engels). Daarnaast biedt de school ook de aso-richting wetenschappen-STEM waarin leerlingen zich op een hoog niveau specialiseren in positieve wetenschappen en de verschillende STEM-disciplines: Science-Technology-Engineering-Mathematics. Het Xplora-project biedt leerlingen die er nood aan hebben een extra uitdaging. De school ging voor dit project een samenwerking aan met KU Leuven, Imec en Microsoft.
De school nam deel aan en werd de laureaat van De Strafste School 2019, de jaarlijkse wedstrijd van MNM.
Algemeen directeur van het Heilig Hartinstituut is Walter D'Hoore. 
In januari 2022 ging de laatste zuster, die bij het Heilig Hartinstituut werkte, op pensioen.

## Bekende oud-leerlingen
- Lea Alaerts, atlete
- Eva Brems, politica
- Karin Brouwers, politica
- Saskia De Coster, schrijfster
- Anne Teresa De Keersmaeker, choreografe
- Els Dottermans, actrice
- An Hermans, hoogleraar en politica
- An Lemmens, presentatrice
- Dries Mertens, voetballer
- Els Van Hoof, politica
- Jonas Van Geel, acteur
- Stan Van Samang, acteur, muzikant

## Bekende leraren
- Jo Claes, schrijver
- Jeanne Devos, zuster en missionaris
- Mia Doornaert, journaliste
- Jo Govaerts, dichter, vertaler
- Annie Lambrechts, sportvrouw

## Trivia
- De school ontwikkelt het aanmeldsysteem Aanmelden.school.
- Valse koning van Heverlee, een studentengrap uit 1951